# Szőke
Szőke là một thị trấn thuộc hạt Baranya, Hungary. Thị trấn này có diện tích 6,48 km², dân số năm 2010 là 127 người, mật độ 20 người/km².